# Acinonyx venator
Acinonyx venator là một loài báo được mô tả bởi Brookes vào năm 1828 và chúng thuộc chi Acinonyx